# 1658 Innes
1658 Innes eller 1953 NA är en asteroid i huvudbältet som upptäcktes den 13 juli 1953 av den sydafrikanske astronomen J. A. Bruwer i Johannesburg. Den har fått sitt namn efter den skotske astronomen Robert T.A. Innes.
Asteroiden har en diameter på ungefär 13 kilometer. Den tillhör och har givit namn åt asteroidgruppen Innes.